# Dyskontariusz
Dyskontariusz – osoba przyjmująca weksel do dyskonta i dokonująca operacji dyskontowej. Najczęściej jest nią bank lub podmiot gospodarczy wykonujący tego typu usługi. Osobą podającą weksel do dyskonta jest dyskonter. 
Dyskontariusz przyjmuje do dyskonta weksel przed terminem jego płatności. Przeniesienie praw do weksla jak i samego weksla następuje najczęściej na podstawie indosu zamieszczonego w treści weksla przez dyskontera. Indos może wskazywać na osobę dyskontariusza lub może być "in blanco" lub na okaziciela. Dyskontariusz może dalej dyskontować otrzymany weksel lub przedstawić weksel do zapłaty w dniu jego płatności głównemu dłużnikowi wekslowemu.